# Ogrodzona (Dębowiec)
Ogrodzona (deutsch Ogrodzon, tschechisch Ohrazená) ist eine Ortschaft mit einem Schulzenamt der Gemeinde Dębowiec im Powiat Cieszyński der Woiwodschaft Schlesien in Polen.

## Geographie

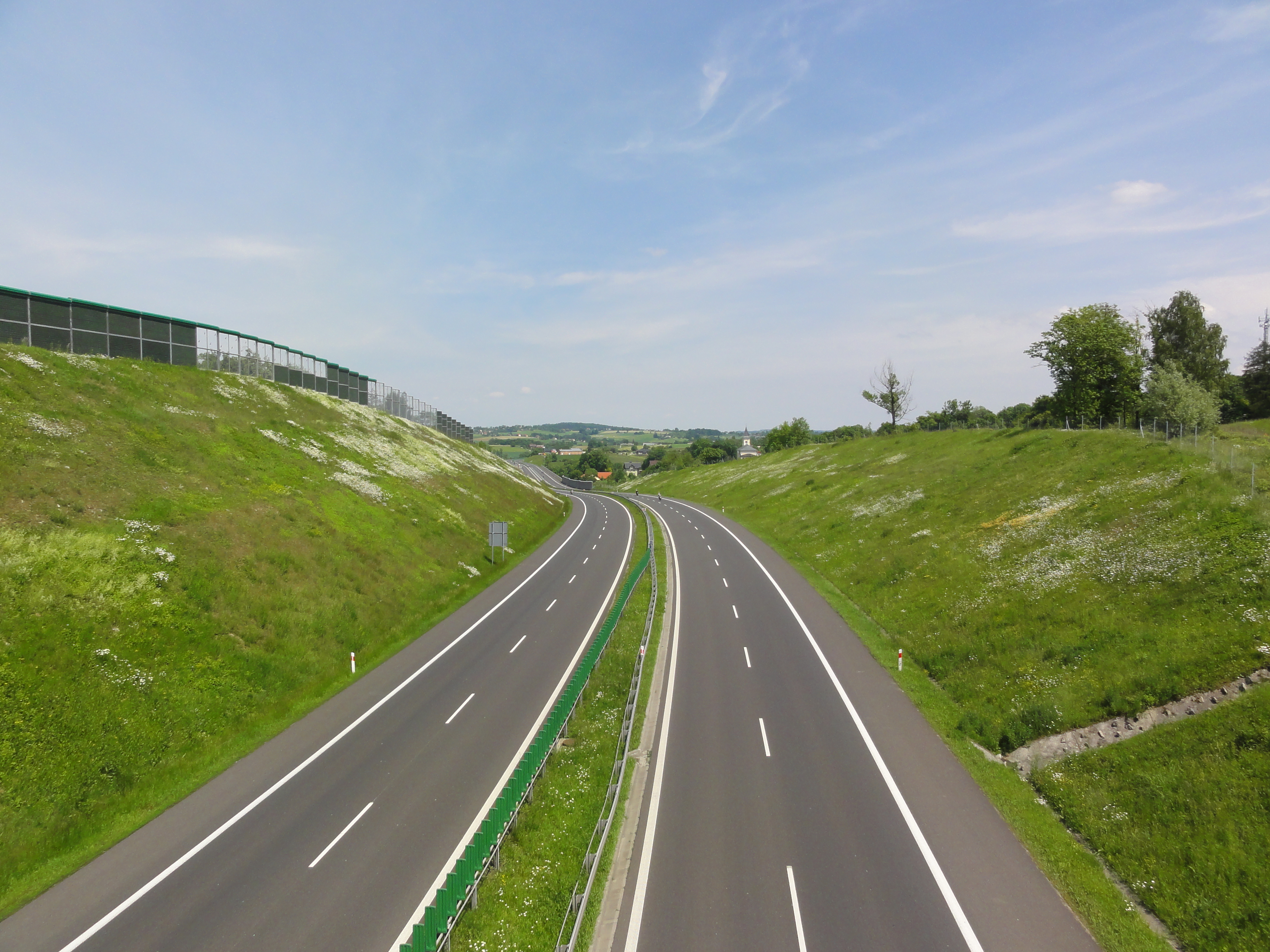
Die S1 in Ogrodzona

Ogrodzona liegt im Schlesischen Vorgebirge (Pogórze Śląskie) am linken Weichsel-Zufluss Knajka etwa 25 km westlich von Bielsko-Biała und 60 km südlich von Katowice im Powiat (Kreis) Cieszyn.
Das Dorf hat eine Fläche von 695 ha (16 % der Landgemeinde).
Nachbarorte sind Gumna im Osten und Nordosten, Kostkowice im Norden, Łączka im Nordosten, Kisielów und Godziszów im Osten, Goleszów im Südosten, Bażanowice im Süden, die Stadt Cieszyn im Südwesten.

## Geschichte
Ogrodzona ist eines der ältesten Dörfer im Teschener Schlesien. Der Ort wurde am 23. Mai 1223 in einer Urkunde des Breslauer Bischofs Lorenz erstmals urkundlich als Ogrozona erwähnt, als Dorf, das den Zehnten der Prämonstratenserinnen in Rybnik bezahlen sollte. Der Name ist das feminine Adjektiv abgeleitet von einfrieden (polnisch ogradzać) oder Einfriedung (polnisch ogrodzenie), [das] Eingefriedete [Dorf].
Politisch gehörte das Dorf ursprünglich in der Zeit des polnischen Partikularismus zum Herzogtum Oppeln-Ratibor (Teschener Kastellanei). Das Herzogtum wurde 1281 nach dem Tod von Wladislaus I. von Oppeln geteilt. Endgültig (1290) gehörte das Dorf zum Herzogtum Teschen. Seit 1327 bestand die Lehensherrschaft des Königreichs Böhmen und seit 1526 gehörte es zur Habsburgermonarchie.
Ogrodzona im Teschener Dekanat wurde im Peterspfennigregister des Jahres 1447 erwähnt.
Nach der Aufhebung der Patrimonialherrschaften war es ab 1850 eine Gemeinde in Österreichisch-Schlesien, Bezirk Teschen und Gerichtsbezirk Teschen. In den Jahren 1880–1910 hatte das Dorf etwa 460 Einwohner, es waren überwiegend Polnischsprachige (zwischen 97,2 % und 98,6 %), 2,4 % waren Deutschsprachige (1880) und 1,1 % (1910) Tschechischsprachige. Im Jahre 1910 waren 57,9 % römisch-katholisch, 39,2 % evangelisch, 14 (2,9 %) waren Juden.
1920, nach dem Zusammenbruch der k.u.k. Monarchie und des Polnisch-Tschechoslowakischen Grenzkriegs, kam Ogrodzona zu Polen. Unterbrochen wurde dies nur durch die Besetzung Polens durch die Wehrmacht im Zweiten Weltkrieg.
Von 1975 bis 1998 gehörte Ogrodzona zur Woiwodschaft Bielsko-Biała.

## Religion
Die katholische Pfarrei (errichtet wahrscheinlich im späten Mittelalter) gehört zum Bistum Bielsko-Żywiec, Dekanat Goleszów. Die evangelische Filialgemeinde gehört zur Pfarrei Cieszyn, Diözese Cieszyn.

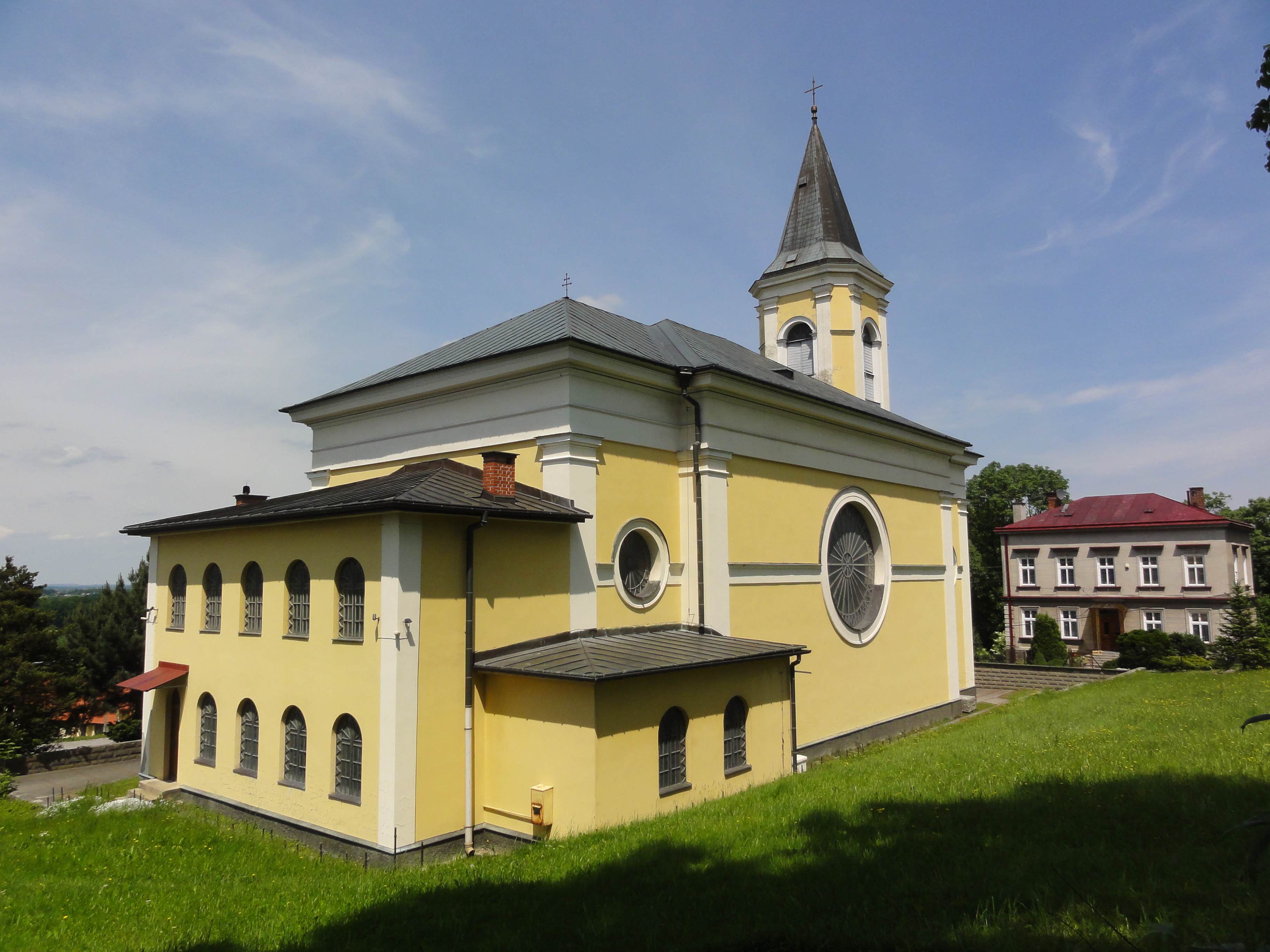
Katholische Kirche
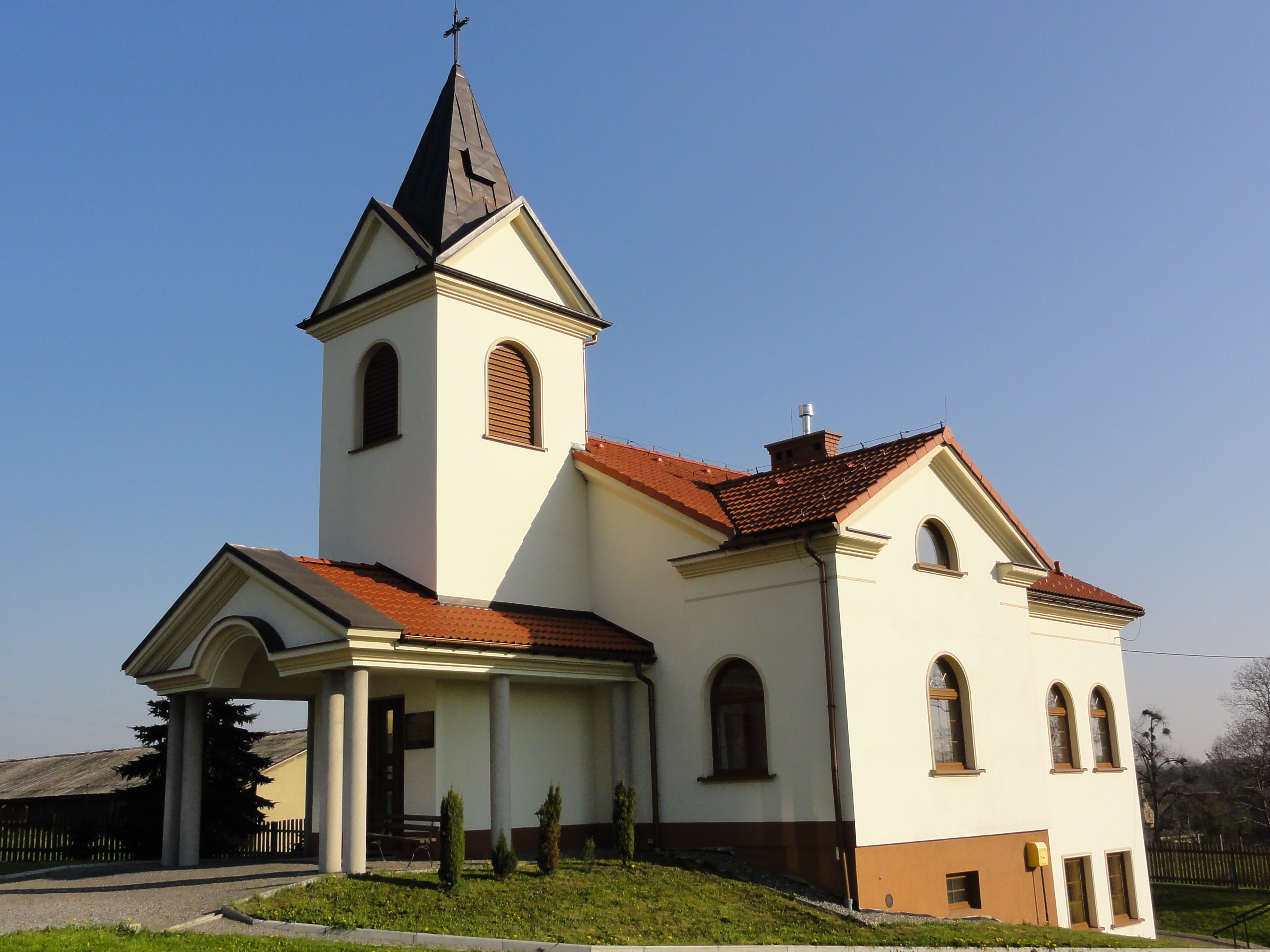
Evangelische Filialkirche